# Claire Houngan Ayémona
Ayaba Claire Houngan Ayémonna est une magistrate et femme politique non partisane béninoise née le 13 août 1959 à Abomey. Elle est présidente de la Fondation Regard d'Amour de 1994 à 2020, défenseur des droits des enfants et de la famille, Ministre de la Famille, de la Protection Sociale et de la Solidarité dans le gouvernement du président Mathieu Kérékou de 2001 à 2003, Conseiller à la Cour suprême du Bénin de 2015 à 2019 et Avocat général près la Haute Cour de Justice en 2019. Elle prend sa retraite en octobre 2019.

## Parcours politique
De mai 2001 à juin 2003, Claire Houngan Ayémonna est ministre de la Famille, de la Protection sociale et de la Solidarité sous la gouvernance du président Mathieu Kérékou. Elle est également la présidente de la Fondation Regard d'Amour (FRA),,. Elle intervient dans d'autres organisations comme l'Association Internationale des Femmes Juges du Bénin (AIFJ/IAWJ)). Elle a été conseillère à la Chambre des comptes de la Cour suprême,. et avocat général près la Haute Cour de Justice.
Elle est membre du Soroptimist International, Club Cotonou Doyen et de FemWise-Africa.